# Eugenie Grosup
Eugenie Grosup (22. ledna 1914 – 8. prosince 1946 Kutub Minár, Dillí, Indie), zvaná též Eugenie Marie Grosupová, Nina Grosupová a Nina Grosup-Karatsonyi, byla česká herečka, zpěvačka a tanečnice, která později v Indii přijala jméno mahárání Tara Devi z Kapúrthaly a stala se manželkou sira Jagatjita Singha Sahiba Bahadura, který byl posledním vládnoucím mahárádžou knížecího státu Kapúrthala v Britském impériu Indie v dnešním indickém svazovém státě Paňdžáb.

## Život

### Dětství
Eugenie Grosup se narodila jako nemanželská dcera bohatého maďarského hraběte Karátsonyiho a české matky Marie Grosupové.
Dětství prožila ve Vídni se svou matkou a se svým poručníkem Dr. Leonem Pistolem.

### Divadelní kariéra
Eugenie Grosup byla oblíbenou herečkou a tanečnicí. Angažmá na tři roky s ní podepsala dokonce i nejslavnější vídeňská scéna Burgtheater. Například v roce 1935 získala Eugenie významnou roli Anitry v dramatu „Peer Gynt“ norského dramatika Henrika Ibsena. Vystoupila nejméně dvakrát, 8. června a 3. září toho roku, a dobový tisk ji v obou případech obdivoval pro její krásu, ženskost a tanec.

### Život s indickým mahárádžou
Ve svých 22 letech se seznámila s indickým maháradžou Jagatjitem Singhem z Kapúrthaly (nar. 24. listopadu 1872), jehož celé jméno bylo generálmajor Jeho Výsost Farzand-i-Dilband Rasikh-al-Iqtidad-i-Daulat-i-Inglishia, Raja-i-Rajagan, Mahárádža Sir Jagatjit Singh Sahib Bahadur, mahárádža z Kapúrthaly. Vládcem knížecího státu Kapúrthala se stal v roce 1877, když ve věku pouhých pěti let vystřídal svého otce Rádžu Kharraha Singha. Když mu bylo 18 let, stal se Jagatjit plnohodnotným mahárádžou. Obdivoval evropskou kulturu a naučil se nejen anglicky, ale i francouzsky. Byl velkým podporovatelem francouzské kultury a kuchyně. Eugenii Grosup poznal, když mu bylo 63 let. Tehdy měl za sebou už pět manželství. Bylo to 8 let poté, co se rozvedl se svou pátou manželkou Anitou (narozenou jako Ana Delgado Briones) pocházející ze Španělska.
Přestože byl o 42 let starší než Eugenia, její talent a krása ho natolik uchvátily, že začal uvažovat o dalším, v pořadí šestém sňatku. Tehdejší noviny například napsaly, že Eugenie „při zahajovacím večeru sklidila ovace od davu a obrovskou kytici růží od mahárádži z Kapúrthaly, který tanečnici obdivoval ze své lóže.“ Trvalo však několik let, než Eugenie a rodiče souhlasili. Mahárádža tehdy dokonce nabídl, že Eugenii z angažmá v Burgtheatru vykoupí ze smlouvy za 20 tisíc dolarů.
V roce 1938 Eugenie spolu se svou 46letou matkou Marií a 64letou služebnou/guvernankou jménem Antonia Kaura následovaly mahárádžu do Paříže, Londýna a nakonec do Indie. V době, kdy koncem roku 1939 začala druhá světová válka, pobývaly matka a dcera Grosupovy a jejich služebná již v Jagatjitově paláci v Kapúrthale v dnešním indickém svazovém státě Paňdžáb asi 350 kilometrů od Dillí.
Když v únoru 1940 britská vláda požádala knížecí státy o předložení seznamu „nepřátelských poddaných“ sídlících na jejich území, bylo potvrzeno, že obě ženy Grosupovy jsou hosty Jeho Výsosti mahárádži z Kapúrthaly. V té době bylo již Československo pod německou okupací.
Sňatek byl uspořádán podle sikhských zvyklostí v roce 1942 a poté dostala Eugenie indické jméno Tara Devi. Dosud slečna Grosup, nově paní Rání Tara Devi tak získala britský pas.
Eugenie byla hezká a vysoká. Její osobnost byla ale docela jiná než předchozí "evropská" mahárádžova manželka Anita. V Kapúrthale byla Eugenie zakřiknutá, plachá a neuměla se pohybovat v indické společnosti. Ukázalo se, že uzavření manželství nebylo šťastnou volbou ani pro jednu stranu. Důvodem byl nejen obrovský věkový rozdíl, ale také skutečnost, že mahárádža byl klidné povahy a nedokázal potěšit Rání Taru Devi, které chyběl její předchozí život v Evropě. Postupně se od sebe vzdalovali, až se v roce 1945 úplně oddělili.

### Nepřirozená smrt
Ve stejném roce náhle zemřela její matka Marie Grosupová, která žila s Eugenií v jednom křídle paláce Kapúrthala, a Eugenie začala být paranoidní. Byla přesvědčená, že její matku někdo otrávil a že ona bude další na řadě. Cítila se opuštěná. Samota, nuda a její neurotický charakter ji doháněly k nepříčetnosti. Tehdy se rozhodla opustit Indii a odcestovat do Spojených států, kde podle ní žil její jediný žijící příbuzný. Asi měsíc pobývala v luxusním hotelu Maidens ve starém Dillí, aby vyřídila všechna povolení na cestu, ale britské úřady jí postavily do cesty mnoho překážek.
Situace po druhé světové válce vše zkomplikovala, od získání víza až po změnu měny. Eugenie padla za oběť nervovému zhroucení. Dne 9. prosince 1946 se vydala se svým personálem navštívit romantické zříceniny kolem nejvyššího minaretu v Indii Kutub Minár, vysokého 72,8 metru. Rání předala kabelku svému řidiči a společně se svými dvěma psími mazlíčky se vydala na procházku po Kutub Mináru. Zničehonic se Tara Devi rozhodla vylézt na Kutub Minár. Pomalu vylezla nahoru, a když dosáhla vrcholu, skočila dolů. Rání Tara Devi na místě zemřela i s oběma psíky.
Pohřbena byla na křesťanském hřbitově Nicholson Christian Cemetery poblíž Kašmírské brány ve starém Dillí, který spravoval anglikánský kostel sv. Jakuba (St. James Church) vzdáleném asi 23 kilometrů od Kutub Mináru.
Když se o smrti Eugenie mahárádža Jagatjit Singh dozvěděl, zhroutil se. Smrt Tary Devi rozpoutala výměnu dopisů mezi ním a britskými úřady, přičemž takový tón od něj do té doby nikdo neznal. Jagatjit Singh přímo obvinil Politický Department z toho, že způsobil zoufalství jeho manželky, a popoháněl jej k odpovědnosti za její smrt. Odpověď tohoto oddělení v důvěrném dopise z 19. prosince 1946, podepsaném tajemníkem J. H. Thompsonem na sebe nenechala dlouho čekat: „Pokud existuje nějaká odpovědnost za smrt Tary Devi, je to jen Vaše odpovědnost. Byl bych ve své povinnosti nedbalý, kdybych nepřipomněl Vaší Výsosti, že když si muž ve Vašem věku vezme cizí ženu a když je tato cizí žena o čtyřicet let mladší než její manžel, vystavuje se vážnému riziku. Toto riziko, které Vaše Výsost podstoupila, mělo nešťastný a tragický konec. A za to nemůžete vinit Politický Department."
Bylo to v době, kdy se poměry ve světě velmi rychle měnily. A také v Indii. Jakmile skončila druhá světová válka, byla Indie na cestě k nezávislosti. Ačkoli mnoho z jeho kolegů nikdy nevěřilo, že by Angličané porušili historické dohody, které je spojovaly s britskou korunou, Jagatjit Singh usoudil, že mahárádžové budou ponecháni svému osudu. Mahátmá Gándhí a Džaváharlál Nehrú však dokázali vyburcovat masy kolem Kongresové strany, která se stala mocnou organizací, která toužila zdědit demokratickou vládu nové Indie. Poté, co selhaly všechny pokusy dohodnout se mezi sebou, nastaly pro mahárádžy těžké časy. Myšlenka vzdát se svých suverénních práv nebo připojení k demokratické federaci byla pro většinu z nich stále nepřijatelná. Zjistili, že je nemožné udělat skok ze středověku do dvacátého století. Mahárádža Jagatjit Singh Sahib Bahadur zemřel 19. června 1949 ve věku 76 let.
Indický národní archiv má záznam, že poručník zesnulé Rání Tary Devi z Kapurthaly pan Leon Pistol podal v roce 1948 podnět k přešetření její smrti. „Neustanu, dokud nebude jasné, zda matka a vychovatelka zemřely přirozenou smrtí a zda mahárání spáchala sebevraždu, anebo zda byly všechni tři zavražděny,“ cituje z podnětu Pistola list The Bombay Chronicle z 22. září 1948.
O čtyři roky později, v roce 1952, poslal Dr. Pistol obdobnou žádost také indickému ministerskému předsedovi Jawaharlál Nehrúovi „o pomoc a radu ohledně vyšetřování záhadné smrti Eugenie Grosupové v roce 1946, známé jako Rání Tara Devi z Kapúrthaly“.

### Objevení hrobu v Dillí

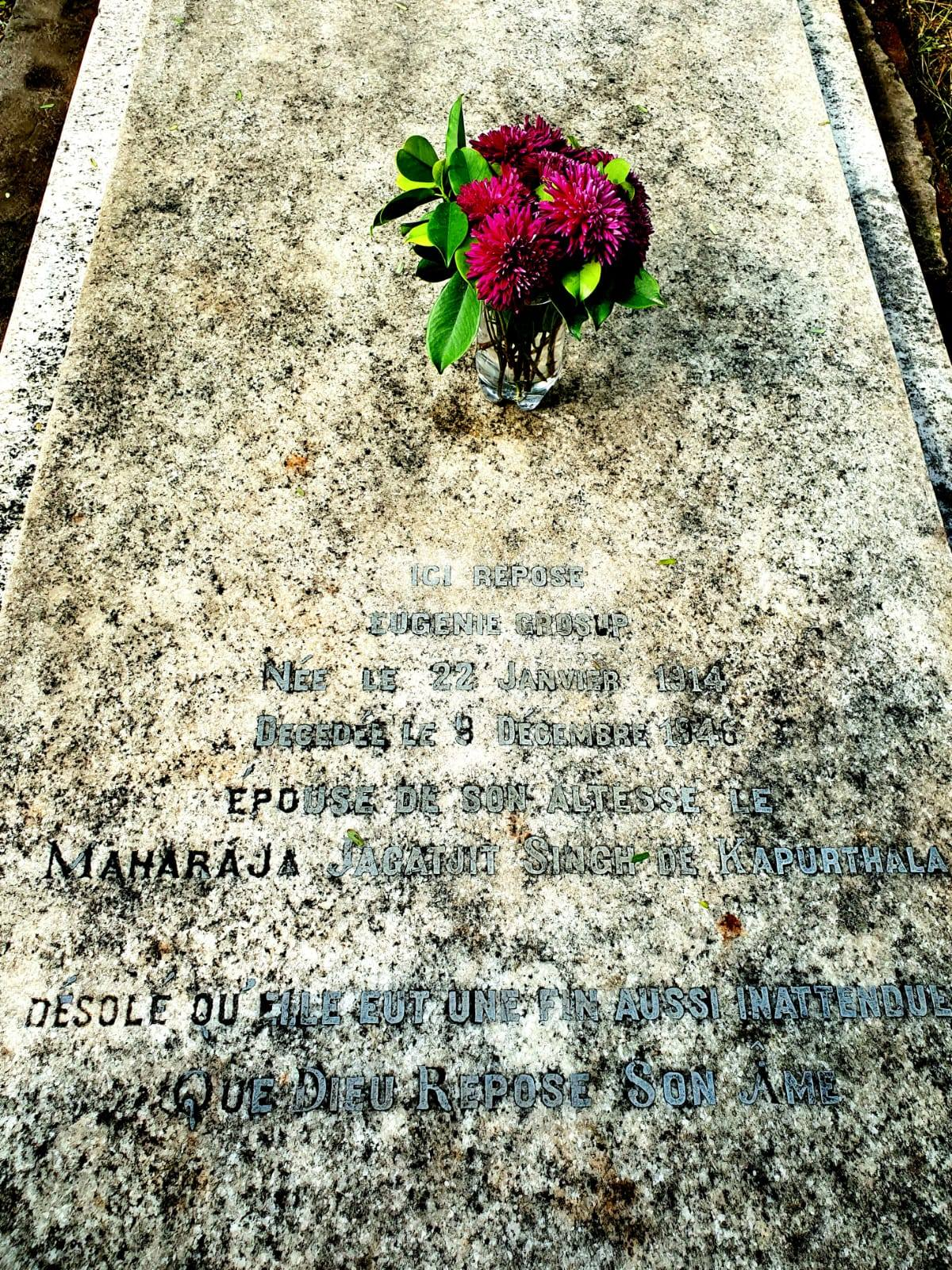
Detail náhrobku na Nicholson Cemetery v Dillí.

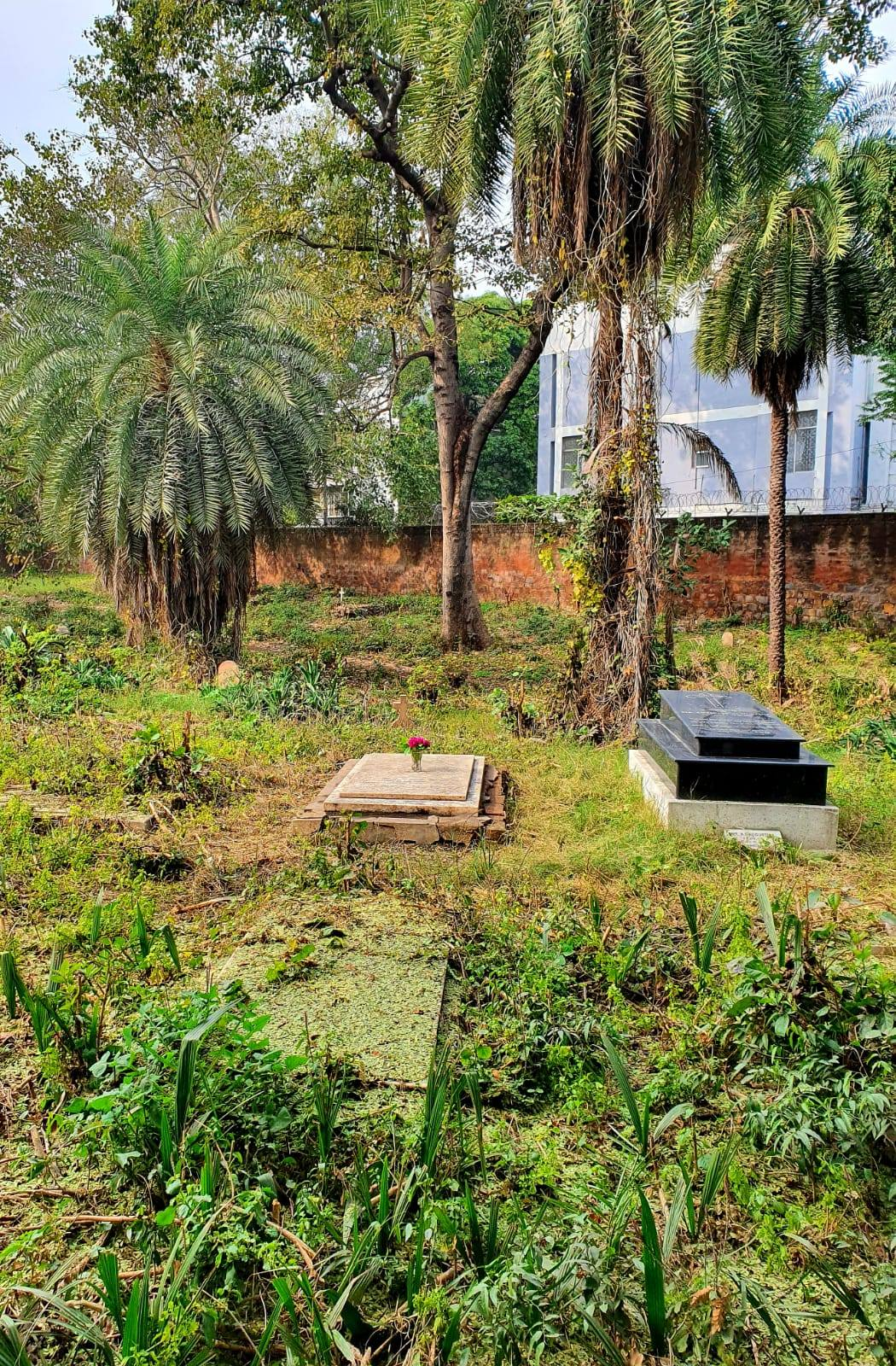
Náhrobek na Nicholson Cementery v Dillí.

Na konci roku 2021, při příležitosti 75. výročí jejího úmrtí, podnikli pracovníci velvyslanectví ČR v Dillí Roman Masařík a Jana Sojková pátrání po jejím hrobě. Odhalit jej nebylo snadné. Na hřbitově se nachází přes tisíc hrobů a žádný plán se jmény pohřbených není k dispozici. Vzhledem k tomu, že většina hrobů patří Britům a dalším Evropanům, není hřbitov téměř vůbec navštěvovaný a téměř všechny hroby jsou zarostlé v zeleni a pokryty listím.
Hrob Eugenie Grosup je velmi jednoduchý. Nachází se téměř na konci hřbitova v pravém rohu nedaleko hřbitovní zdi, hned vedle hrobu Anthonyho Augustina, který je vyroben z černého mramoru, a je tak nyní podle barvy snadno identifikovatelný.
Na náhrobním kameni je nápis ve francouzštině:

ICI REPOSE

EUGENIE GROSUP

NÉE LE 22 JANVIER 1914

DECEDÉE LE 8. PROSINCE 1946

EPOUSE DE SON ALTESSE LE

MAHARAJA JAGATJIT SINGH DE KAPURTHALA

DÉSOLE QU'ELLE EUT UNE FIN AUSSI INTTENDUE

QUE DIEU REPOSE SON ÂME

což v překladu do češtiny znamená:

ZDE ODPOČÍVÁ

EUGENIE GROSUP

NAROZENA 22. LEDNA 1914

ZEMŘELA 8. PROSINCE 1946

MANŽELKA JEHO VÝSOSTI

MAHÁRÁDŽI JAGATJITA SINGHA Z KAPURTHALY

ŠKODA JEJÍHO TAK NEČEKANÉHO KONCE

AŤ BŮH DÁ ODPOČINKU JEJÍ DUŠI